# Warren (Michigan)
Warren je město v okresu Macomb County ve státě Michigan ve Spojených státech amerických. Sousedí s Detroitem, největším městem státu, přičemž se nachází asi 21 kilometrů od jeho centra. Warren je zároveň třetím největším městem v Michiganu a největším městem v detroitské metropolitní oblasti. Je zároveň 204. největším městem ve Spojených státech amerických. Na severu sousedí s městem Sterling Heights.
K roku 2020 zde žilo 139 387 obyvatel. S celkovou rozlohou 89 km² byla hustota zalidnění 1 566 obyvatel na km². Městem je Warren oficiálně od roku 1957. Leží v nadmořské výšce necelých 200 m n. m.